# Miracetyma etimaruya
Miracetyma etimaruya is een eenoogkreeftjessoort uit de familie van de Ergasilidae. De wetenschappelijke naam van de soort is voor het eerst geldig gepubliceerd in 1993 door Malta.